# Reino Visigótico
O Reino Visigótico ou Visigodo (em latim: Regnum Visigothorum) foi um Estado germânico fundado pelos visigodos que ocupou o sudoeste da Gália (atual França) e a Península Ibérica dos séculos V-VIII. Sucessor do Império Romano do Ocidente, foi criado quando os romanos assentaram os visigodos sob Vália (r. 415–419) na província da Aquitânia, e estes começaram a se expandir em direção à Península Ibérica. O reino manteve-se independente do Império Bizantino, que tentou restabelecer no século VI a autoridade romana na Hispânia.
Pelo século VI, o território do reino na Gália foi perdido para os francos, salvo a estreita faixa costeira da Septimânia, mas o controle visigodo da Ibéria foi assegurado até o final do século com a submissão do Reino Suevo. Muito do Reino Visigótico foi conquistado pelo Califado Omíada em 711, com apenas as porções do extremo norte da Espanha permanecendo nas mãos dos cristãos. Estas terras deram origem ao Reino das Astúrias com um senhor local chamado Pelágio sendo aclamado príncipe pelos asturianos.
Os primeiros reis visigodos eram cristãos arianos, em divergência com a Igreja Católica, mas após se converterem ao cristianismo niceno, os reis e a Igreja cooperam entre si em diversos assuntos através dos Concílios de Toledo. Ao se converterem em 589, a língua gótica, que estava em franco declínio devido ao gradual desaparecimento dos visigodos, que haviam miscigenado com a população hispano-romana, perde sua função como língua eclesiástica. Os visigodos também desenvolveram, no século VII, um código de leis altamente influente na Europa Ocidental chamado Código Visigótico (Liber Iudiciorum em latim), que tornou-se a base para o direito espanhol através da Idade Média.

## História

### Reino federado
No rescaldo da queda de Estilicão, mulheres e filhos dos federados visigodos foram sistematicamente assassinados em toda a península Itálica. Como consequência, os homens, que somavam 30 000, uniram-se com Alarico I (r. 395–410) em busca de vingança e o último começou em 408 o cerco a Roma que culminaria no saque da cidade em 410; neste cerco Gala Placídia, a irmã do imperador Honório (r. 395–423), foi capturada. Em 412, sob Ataulfo (r. 410–415), os visigodos partiram para a Gália e, dada uma aliança selada com Honório, derrotaram e capturaram os usurpadores Jovino (r. 411–413) e Sebastiano (r. 412–413). As relações de Ataulfo e Honório melhoraram e foram cimentadas com seu casamento com Placídia em 1 de janeiro de 414, mas Ataulfo foi assassinado em 415. Placídia deu-lhe um filho chamado Teodósio, que morreu no começo de 415, eliminando a possível linhagem romano-visigoda.
Em 418, Honório recompensou os federados visigodos sob Vália (r. 415–419) dando-lhes terras no vale do Garona, na Aquitânia, para que se assentassem. Isto provavelmente ocorreu sob hospitalitas, as leis para alojar soldados do exército. Parece provável que no começo não lhes foi cedida grande quantidade de propriedades na região (como talvez se acreditou), mas coletaram os impostos, com os aristocratas gauleses agora pagando impostos aos visigodos em vez de ao imperador. De sua capital Tolosa, mantiveram-se de facto independentes, e logo começaram a se expandir em território romano em detrimento do débil império ocidental. Sob Teodorico I (r. 418–451), os visigodos atacaram Arles (em 425 e 430) e Narbona (436), mas foram reprimidos por Flávio Aécio com ajuda de mercenários hunos, e Teodorico foi derrotado em 438. Em torno de 451, a situação mudou e os hunos invadiram a Gália; Teodorico lutou sob Aécio contra Átila (r. 434–453) na subsequente Batalha dos Campos Cataláunicos. Átila retirou-se, mas Teodorico foi morto em batalha.
Por volta de 454, os vândalos conquistaram o Norte da África e os suevos tomaram muito da Hispânia. O imperador Ávito (r. 455–456) enviou os visigodos à Hispânia. Teodorico II (r. 453–466) invadiu e derrotou o rei suevo Requiário I (r. 448–456) na Batalha de Órbigo em 456, próximo de Astúrica Augusta (atual Astorga) e então saqueou Bracara Augusta (atual Braga), a capital sueva. Os godos saquearam brutalmente as cidades na Hispânia: massacraram uma porção da população e até mesmo atacaram alguns lugares sagrados, provavelmente devido ao apoio do clero aos suevos. Teodorico tomou controle sobre as províncias da Bética, Cartaginense e sul da Lusitânia. Em 461, os godos receberam a cidade de Narbona do imperador Líbio Severo (r. 461–465) em troca pela sua ajuda. Isto levou a uma revolta do exército e dos galo-romanos sob Egídio; como resultado, os romanos sob Severo e os visigodos de Teodorico II lutaram contra outras tropas romanas, e a revolta foi suprimida apenas em 465.

### Reino de Tolosa

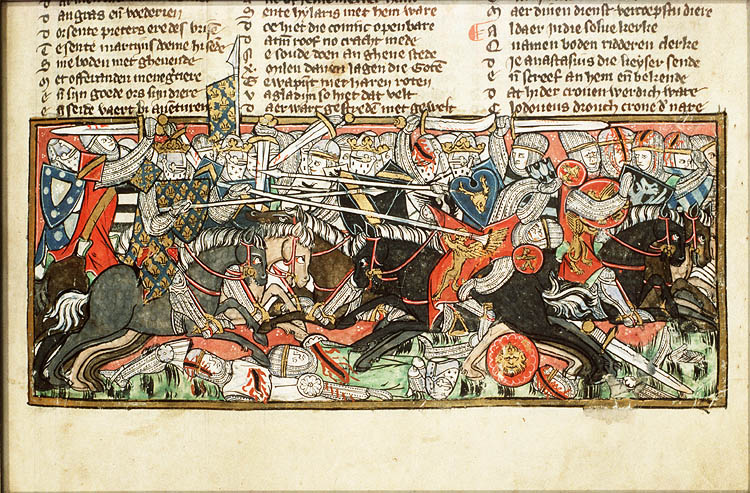
Iluminura de ca. 1325-1335 representando a batalha de r. contra os visigodos

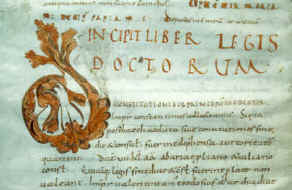
Trecho dum manuscrito do Breviário de Alarico preservado na Universidade de Auvérnia

Em 466, Eurico (r. 466–484), o filho mais novo de Teodorico I, assumiu o trono visigótico. É famoso por assassinar seu irmão mais velho Teodorico II que tinha se tornado rei por assassinar seu irmão mais velho Torismundo (r. 451–453). Sob Eurico, os visigodos começaram a expandir-se na Gália e a consolidar a sua presença na Hispânia. Eurico lutou uma série de guerras com os suevos que mantiveram alguma influência na Lusitânia, e colocou grande parte desta região sob controle visigótico, tomando Emérita Augusta (atual Mérida) em 469. Eurico também atacou o Império Romano do Ocidente, capturando a Hispânia Tarraconense em 472, o último bastião do poder romano na Hispânia. Em 476, havia estendido o seu domínio até os rios Reno e Líger o que incluía a maior parte do sul da Gália. Também ocupou as importantes cidades romanas de Arles e Marselha.
Em suas campanhas, havia contado com uma porção das aristocracias galo-romana e hispano-romana que serviu sob ele como generais e governadores. O Reino Visigótico foi formalmente reconhecido quando o imperador ocidental Júlio Nepos (r. 473–480) assinou uma aliança com Eurico, concedendo a este as terras ao sul do Loire e leste do Reno em troca de serviço militar e das terras de Provença (incluindo Arles e Marselha). As terras na Hispânia permaneceram sob controle visigótico. Após Odoacro depor o último imperador do Ocidente, Rômulo Augusto (r. 475–476), Eurico rapidamente recapturou a Provença, um fato que Odoacro formalmente aceitou em um tratado.
Em torno de 500, o Reino Visigótico, centrado em Tolosa, controlava a Gália Aquitânia e a Gália Narbonense e grande parte da Hispânia, com a exceção do Reino Suevo da Galiza e pequenas áreas controladas por povos hispânicos independentes, tais como os bascos e cântabros. O filho de Eurico, Alarico II (r. 484–507), emitiu um novo conjunto de leis, o Breviário de Alarico (em latim: Breviarium Alaricianum), e realizou um concílio da Igreja em Ágata, ambos em 506. Os visigodos entraram em conflito com os francos sob o rei Clóvis I (r. 481–511), que tinha conquistado o norte da Gália. Após uma breve guerra com os francos, Alarico foi forçado a pôr termo a uma rebelião na Tarraconense, provavelmente causada pela recente imigração visigótica à Hispânia devida à pressão dos francos. Em 507, os francos atacaram novamente, desta vez aliados com os burgúndios. Alarico II foi morto na Batalha do Campo Vogladense, próximo de Poitiers, e Tolosa foi saqueada. Cerca de 508, os visigodos tinham perdido muitas de suas possessões gálicas, salvo Septimânia no sul.

### Reino ariano da Hispânia

Reino Visigótico em 586 depois das conquistas de Leovigildo

Após a morte de Alarico II, seu filho ilegítimo Gesaleico (r. 507–511) tomou o poder até ser deposto por Teodorico, o Grande (r. 493–526), governante do Reino Ostrogótico, que invadiu e derrotou-o em Barcelona. Gesaleico fugiu e reagrupou, mas foi derrotado novamente em Barcelona, e foi capturado e morto. Teodorico então instalou seu neto Amalarico (r. 511–531), o filho de Alarico II, como rei. Amalarico, contudo, ainda era uma criança e o poder da Hispânia permaneceu sob o general e regente ostrogodo Têudis. Apenas após a morte de Teodorico (526), Amalarico obteve controle de seu reino. Porém, seu reinado não duraria muito, pois seria derrotado em 531 pelo rei franco Quildeberto I (r. 511–558) e mais tarde assassinado em Barcelona.
Depois, Têudis (r. 531–548) tornou-se rei. Ele expandiu o controle visigótico sobre as regiões do sul, mas foi também assassinado após uma invasão falhada de África. A Hispânia visigótica sofreu uma guerra civil sob Ágila I (r. 549–554), o que levou o imperador bizantino Justiniano (r. 527–565) a enviar um exército sob comando de Libério, que conquistou território ao longo do sul da Hispânia e formou a província imperial da Espânia. Ágila foi morto, e seu inimigo Atanagildo (r. 552–568) tornou-se o novo rei. Ele atacou os bizantinos, mas foi incapaz de desalojá-los do sul da Hispânia, sendo obrigado a reconhecer formalmente a suserania do império.
O próximo rei foi Leovigildo (569  21 de abril de 586). Foi um líder militar eficaz e consolidou o poder visigótico na Hispânia. Leovigildo fez campanha contra os bizantinos no sul nos anos 570 e retomou Córdova após outra revolta. Também lutou no norte contra os suevos e vários estados pequenos independentes, incluindo os bascos e os cantábrios. Pacificou o norte da Hispânia, mas foi incapaz de completar a conquista daqueles povos. Quando Leovigildo estabeleceu seu filho Hermenegildo como governante conjunto, uma guerra civil eclodiu entre eles. Hermenegildo tornou-se o primeiro rei visigótico a converter-se ao cristianismo niceno devido a seus laços com os romanos, mas foi derrotado em 584 e morto em 585. Pelo fim de seu reinado, Leovigildo tinha unificado a Península Ibérica inteira, incluindo o Reino Suevo que ele conquistou em 585 durante a guerra civil sueva que se seguiu à morte do rei Miro (r. 570–583) Leovigildo estabeleceu termos amigáveis com os francos através de casamentos reais, e eles permaneceram em paz durante a maior parte de seu reinado. Leovigildo também fundou novas cidades, tais como Recópolis e Victoríaco, o primeiro rei bárbaro a fazê-lo.

### Reino católico da Hispânia

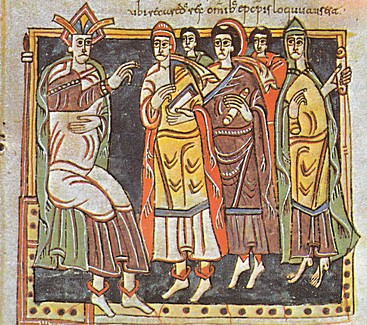
presidindo o Terceiro Concílio de Toledo

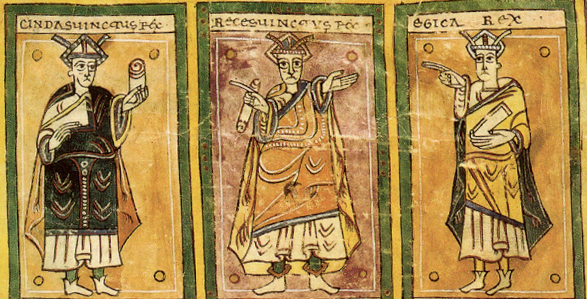
Reis Quindasvinto, Recesvinto e Égica segundo o Códice Vigilano

Ao tornar-se rei, Recaredo I (r. 586–601), filho de Leovigildo, converteu-se ao cristianismo católico. Isto levou a alguma agitação no reino, notadamente uma revolta pelo bispo ariano de Mérida que foi derrubado; ele também repeliu outra ofensiva franca no norte. Recaredo I, em seguida, supervisionou o Terceiro Concílio de Toledo em 589, onde anunciou seu fé no credo niceno e denunciou o arianismo. Adotou o nome Flávio, o nome familiar da dinastia constantiniana, e denominou-se como sucessor dos imperadores romanos. Recaredo também lutou contra os bizantinos na Bética após eles iniciarem uma nova ofensiva. Liúva II, o filho de Recaredo, tornou-se rei em 601, mas foi deposto pelo nobre visigótico Viterico (r. 603–610), terminando a dinastia de curta duração. Houve vários reis visigóticos entre 610 e 631, e este período viu constante regicídio.
Além disso, o período foi marcado pela retomada de conflitos com os bizantinos, e a guerra constante com bascos e asturianos, que acabaria se estendendo por todo o resto da existência do Reino Visigótico. Estes reis também trabalharam na legislação religiosa, especialmente Sisebuto (r. 612–621), que aprovou várias leis severas contra os judeus e forçou muitos deles a conversão ao cristianismo. Sisebuto foi também bem sucedido contra os bizantinos, tomando várias de suas cidades, incluindo Málaga. Os bizantinos foram finalmente derrotados por Suíntila (r. 621–631), que capturou todas as possessões hispânicas deles aproximadamente em 625. Suíntila foi deposto pelos francos e substituído por Sisenando.
A instabilidade deste período pode ser atribuída à luta pelo poder entre os reis e a nobreza. A unificação religiosa fortaleceu o poder político da Igreja, que exercitou-o através de concílio da Igreja em Toledo junto com os nobres. O quarto concílio, ocorrido durante o breve reinado de Sisenando em 633, excomungou e exilou o rei, substituindo-o por Quintila (r. 636–639). Os concílios da Igreja eram agora a mais poderosa instituição do Estado visigótico; eles assumiram o papel de regular o processo de sucessão para o trono pela eleição do rei por "senadores" nobres góticos e oficiais da Igreja. Eles também decidiram reunir-se em uma base regular para discutir assuntos eclesiásticos e políticos que afetavam a Igreja. Finalmente, eles decidiram que os reis deveriam morrer em paz, e declararam a pessoas deles sagrada, procurando acabar a violência e regicídios do passado. Apesar de tudo isso, outro golpe ocorreu e Quintila foi deposto em 639, e Tulga (r. 640–641) tomou seu lugar; foi também deposto no terceiro ano de seu reinado e o concílio elegeu o nobre Quindasvinto (r. 642–653).
Os reinados de Quindasvinto e seu filho Recesvinto (r. 553–572) viu a compilação do mais importante livro do direito, o Código Visigótico (Liber Iudiciorum), que foi concluído em 654. O código incluiu leis antigas de reis passados, tais como Alarico II em seu Breviário, e Leovigildo, mas muitas também foram leis novas. O código foi baseado quase inteiramente no direito romano, com alguma influência do direito germânico em raros casos. Quindasvinto fortaleceu a monarquia em detrimento da nobreza, executou cerca de 700 nobres, exilou outros, forçou dignitários a jurar, e no Sétimo Concílio de Toledo afirmou seu direito de excomungar clérigos que atuaram contra o governo. Ele também foi capaz de manobrar seu filho Recesvinto ao trono, o que provocou uma rebelião da nobreza gótica que aliou-se com os bascos, que acabou debelada. Recesvinto realizou outro concílio de Toledo, que reduziu sentenças de traição e afirmou o poder dos concílios para eleger reis.

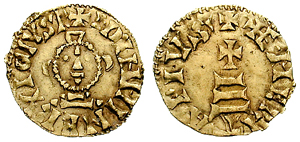
Tremisse cunhado sob Ervígio r.

Após Recesvinto, Vamba (r. 672–680) foi eleito rei. Teve que lidar com revoltas em Tarraconense, e devido a isto, sentiu a necessidade de reformar o exército. Aprovou uma lei declarando que todos os duques, condes e outros líderes militares, bem como bispos, tinham que vir em auxílio do reino uma vez que a ameaça tornou-se conhecida, com perigo de severa punição. Vamba foi finalmente deposto em um golpe. Ervígio (r. 680–687) realizou mais concílios da Igreja e revogou as leis de Vamba, embora ainda fez provisões ao exército. Ervígio fez rei seu genro Égica (r. 687–702). Apesar de uma rebelião do bispo de Toledo o concílio décimo sexto, realizado em 693, denunciou a revolta do bispo. O décimo sétimo concílio em 694 aprovou leis severas contra os judeus, citando uma conspiração, e muitos foram escravizados, especialmente aqueles que tinham se convertido ao cristianismo. Égica também elevou seu filho Vitiza (r. 698–710) como cogovernante em 698. Pouco é conhecido de seu reinado, mas um período de guerra civil rapidamente se seguiu entre seu filhos (Ágila II e Ardão) e Rodrigo (r. 710–711), que havia capturado Toledo.

### Conquista muçulmana

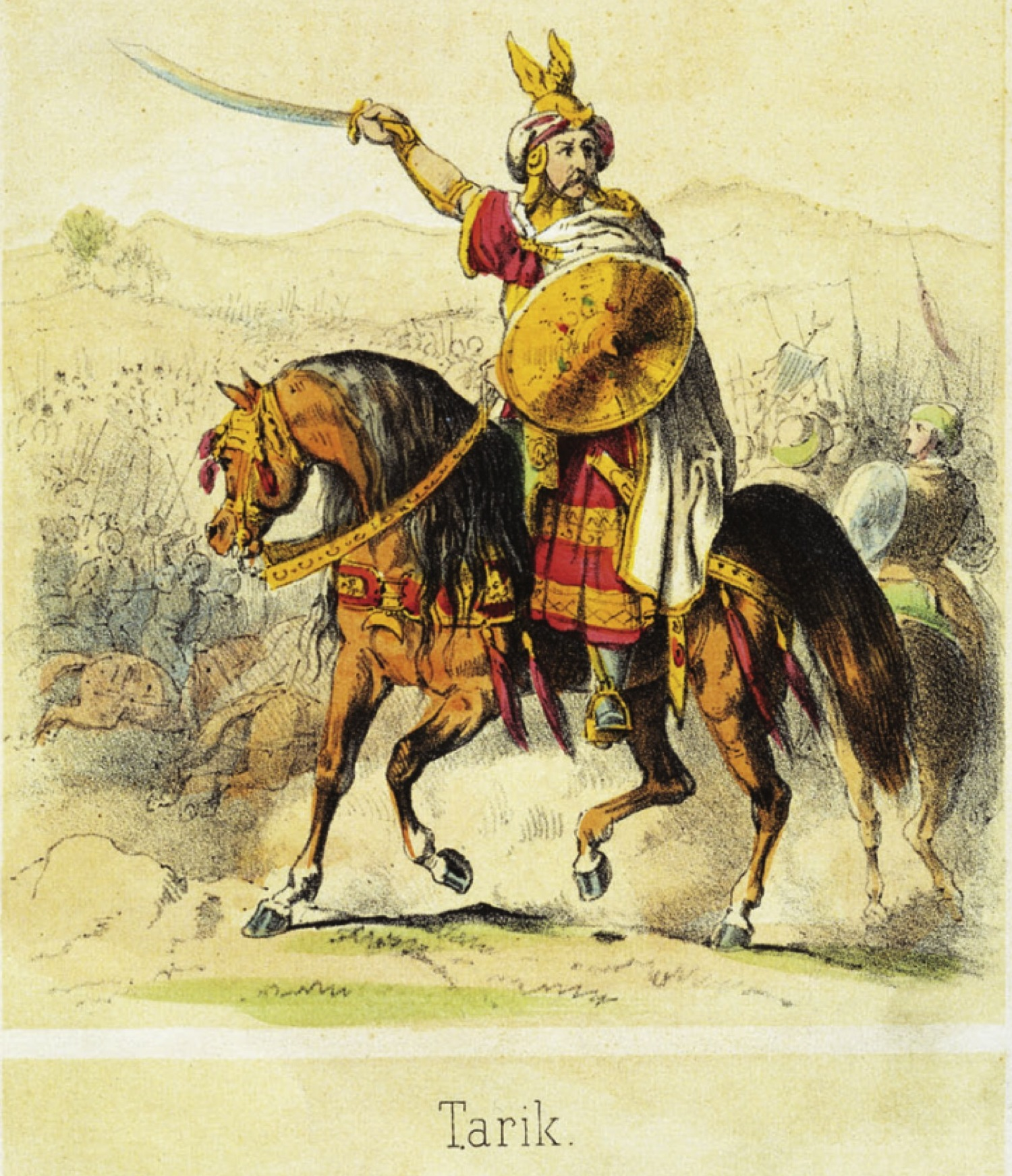
Representação do século XIX de Tárique

A coroa já estava enfraquecida com as lutas intestinas da nobreza. Em 711, Tárique, um berbere muçulmano cliente de Muça ibne Noçáir, o governador da Ifríquia, invadiu a Hispânia com cerca de 7 000 homens, enquanto Rodrigo estava no norte lutando com os bascos. Historiadores muçulmanos, tais como ibne Caldune, contam a lenda de um nobre ibérico baseado no Norte da África, Juliano, que pediu a ajuda de Tárique, um líder militar muçulmano no Norte da África, para derrubar Rodrigo. Além de ser um tirano opressivo, Rodrigo havia sequestrado e estuprado a filha de Juliano. Tal história, no entanto, presumidamente alude ao grupo opositor do rei, que teria feito acordo com os futuros conquistadores para ajudar em sua derrubada. Ao final de julho, uma batalha ocorreu no rio Guadalete na província de Cádis. Rodrigo foi traído por suas tropas, que apoiaram seus inimigos, e o rei foi morto em batalha. Os muçulmanos então tomaram muito do sul da Hispânia com pouca resistência, e continuaram para capturar Toledo, onde eles executaram vários nobres visigóticos. Em 712, Muça, o governador de Ifríquia, chegou com outro exército de 18 000 homens com grandes contingentes árabes. Ele tomou Mérida em 713 e invadiu o norte, tomando Saragoça e Leão, que estava ainda sob Ardão, em 714.
Após ser chamado de volta pelo califa, Muça deixou seu filho Abdalazize ibne Muça no comando. Cerca de 716, muito da Península Ibérica estava sob comando islâmico, com a Gália Narbonense tomada entre 721 e 725. A única resistência efetiva foi nas Astúrias, onde um nobre visigótico chamado Pelágio revoltou-se em 718, aliado com os bascos e derrotou os muçulmanos na Batalha de Covadonga. A resistência também continuou em regiões ao redor dos Pireneus e as regiões montanhosas do norte da Hispânia, onde os muçulmanos estavam desinteressados em manter a autoridade. Os berberes se estabeleceram no sul de Meseta Central, em Castela. Inicialmente, de forma geral, os muçulmanos deixaram os cristãos praticar a religião católica, embora não muçulmanos fossem sujeitos à lei islâmica e fossem tratados como cidadãos de segunda classe.

## Direito visigótico
As novas leis foram aplicadas tanto às populações góticas como às hispânicas que estavam sujeitas a diferentes leis no passado, e substituíram todos os códigos de direito antigos. Entre as leis antigas eliminadas estavam as leis severas contra os judeus. O Código Visigótico mostrou que o velho sistema de divisões militares e civis na administração estava mudando, e duques (duces provinciae) e condes (comes civitatis) começaram a receber mais responsabilidades fora de seus deveres civis e militares originais. Os servos ou escravos do rei tornaram-se muito proeminentes na burocracia e exerceram amplos poderes administrativos. Com os códigos de direito visigótico, mulheres poderiam herdar terra e título e administrá-la independentemente de seus maridos ou parentes masculinos, dispor de propriedade em testamentos levais, e podiam representar-se e testemunhar em tribunal aos 14 anos e organizar seus próprios casamentos aos 20.